# Apogonichthyoides timorensis
Apogonichthyoides timorensis är en fiskart som först beskrevs av Bleeker, 1854.  Apogonichthyoides timorensis ingår i släktet Apogonichthyoides och familjen Apogonidae. Inga underarter finns listade i Catalogue of Life.